# 圣若瑟圣殿 (阿讷西)
圣若瑟圣殿（Basilique Saint-Joseph-des-Fins）是一座罗马天主教宗座圣殿，位于法国奥弗涅-罗讷-阿尔卑斯大区上萨瓦省省会阿讷西的日内瓦大道（Avenue de Genève）。

## 历史
1937年7月4日，第二次世界大战前夕，阿讷西教区主教弗洛伦特-米歇尔·德拉·维拉贝尔蒙席祝福了圣若瑟圣殿的基石，主保圣人是圣若瑟。工程的发起人是玛丽-阿梅迪·佛利埃神父（1891-1984年），由于他的坚韧，完成了工程，在1964年退休前一直是本堂神父。战争期间，在前线作战，被俘虏，然后逃跑，回到安纳西，参加抵抗运动，1944年被盖世太保逮捕，又被释放。
该教堂于1941年根据本笃会建筑师 Dom Paul Bellot（他于1944年死于蒙特利尔，没有看到教堂完工）的计划完成,钢筋混凝土结构。它长54米，中央高度为16米。钟楼高45米。

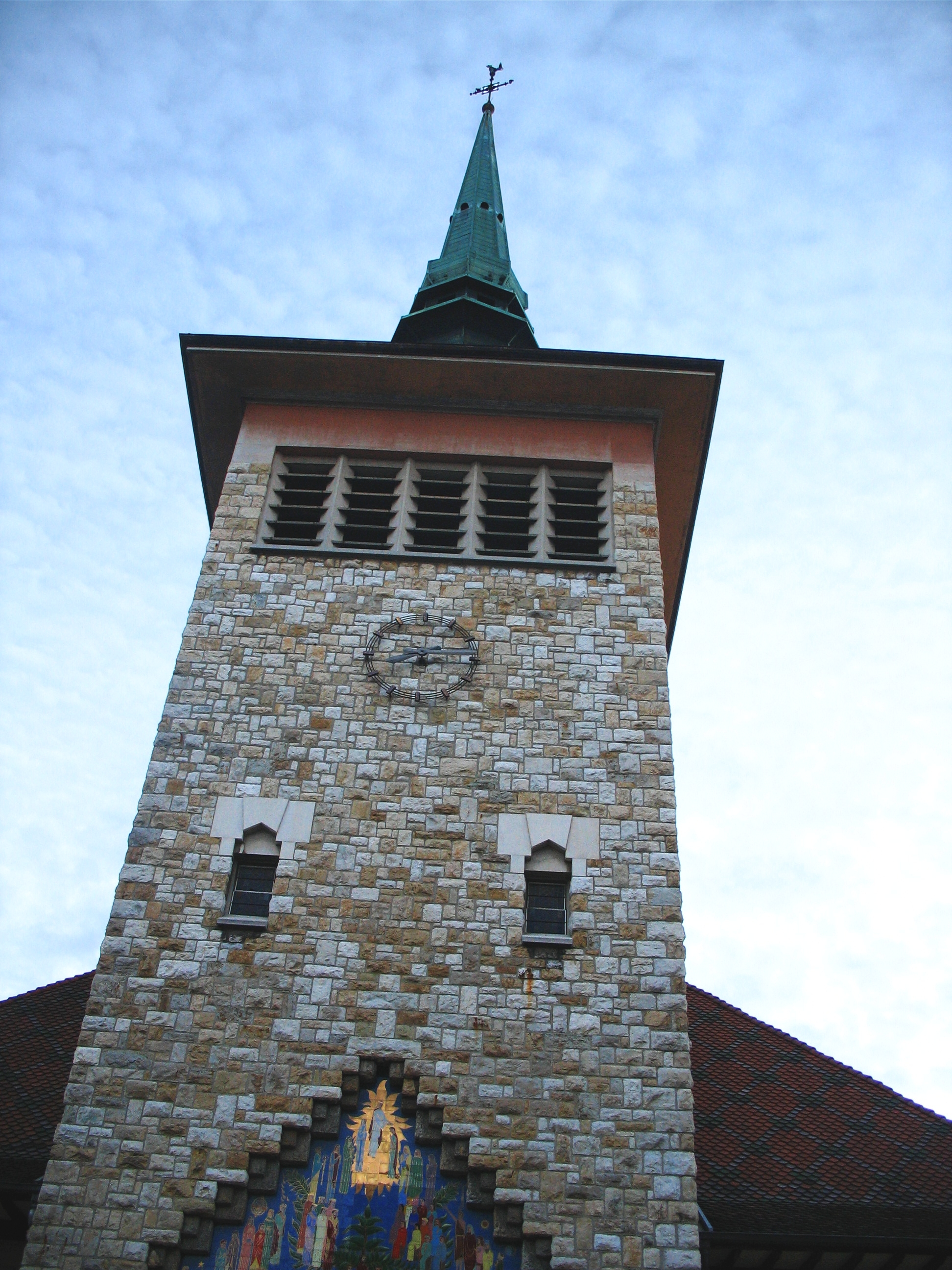
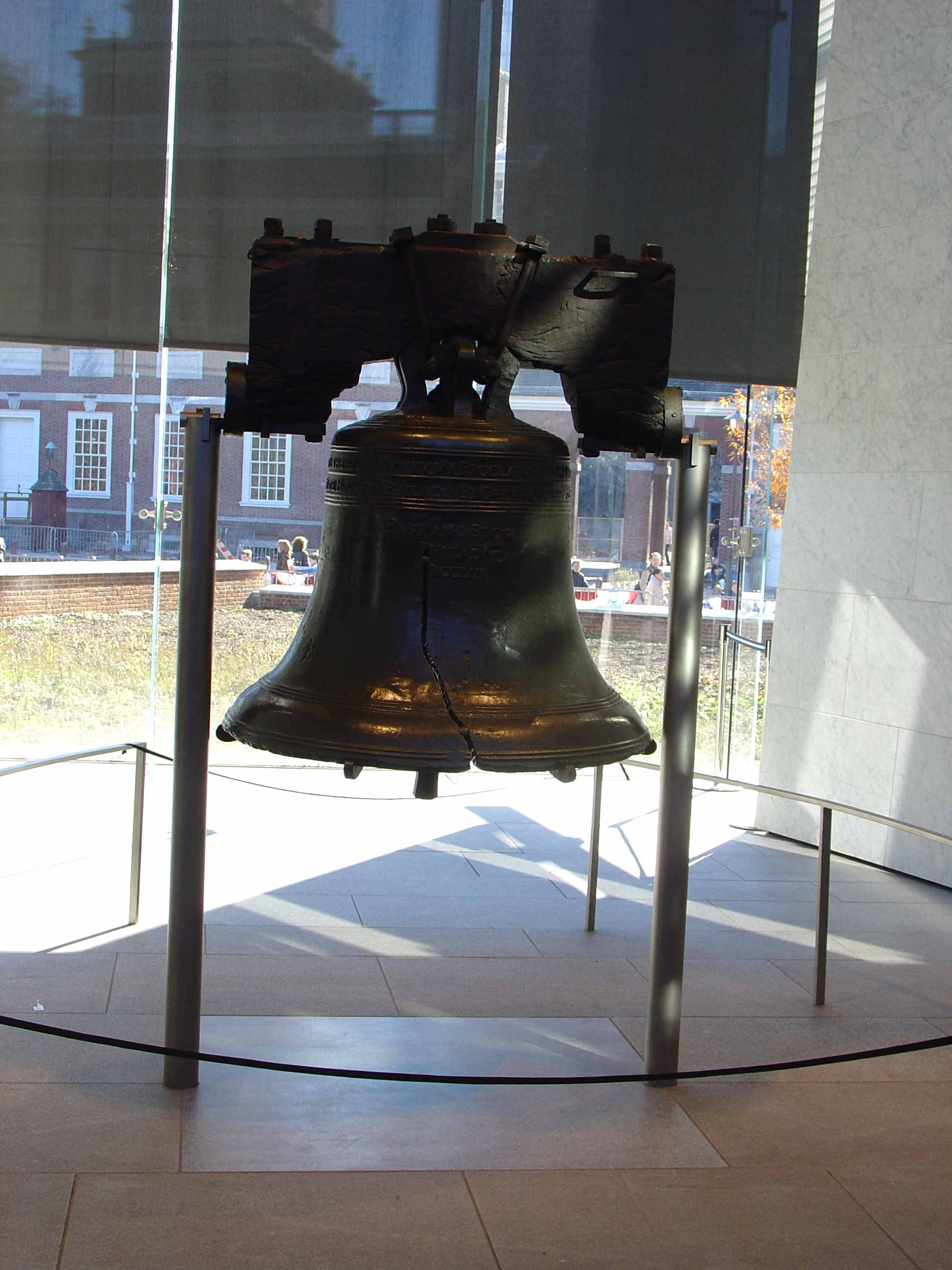
自由钟
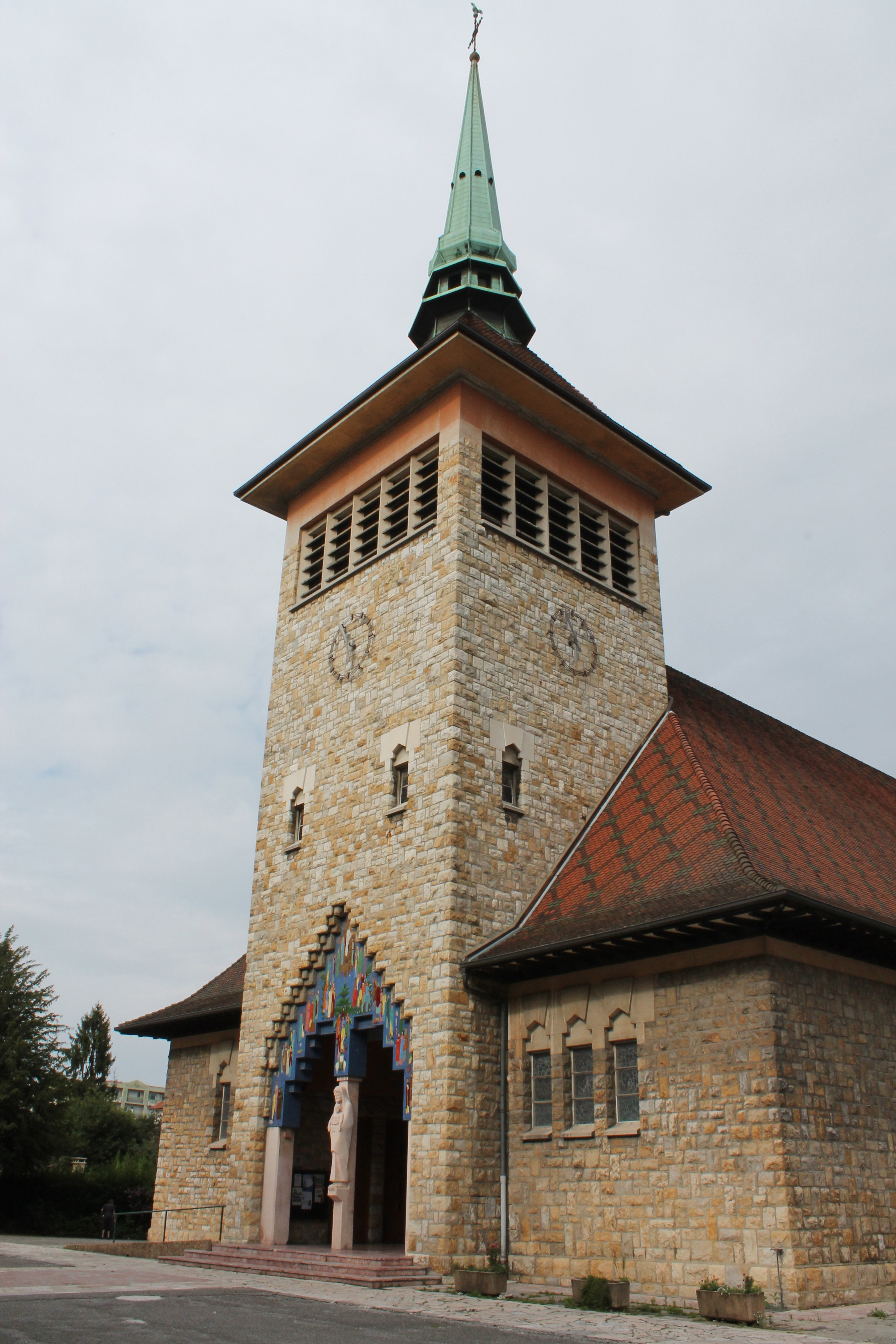
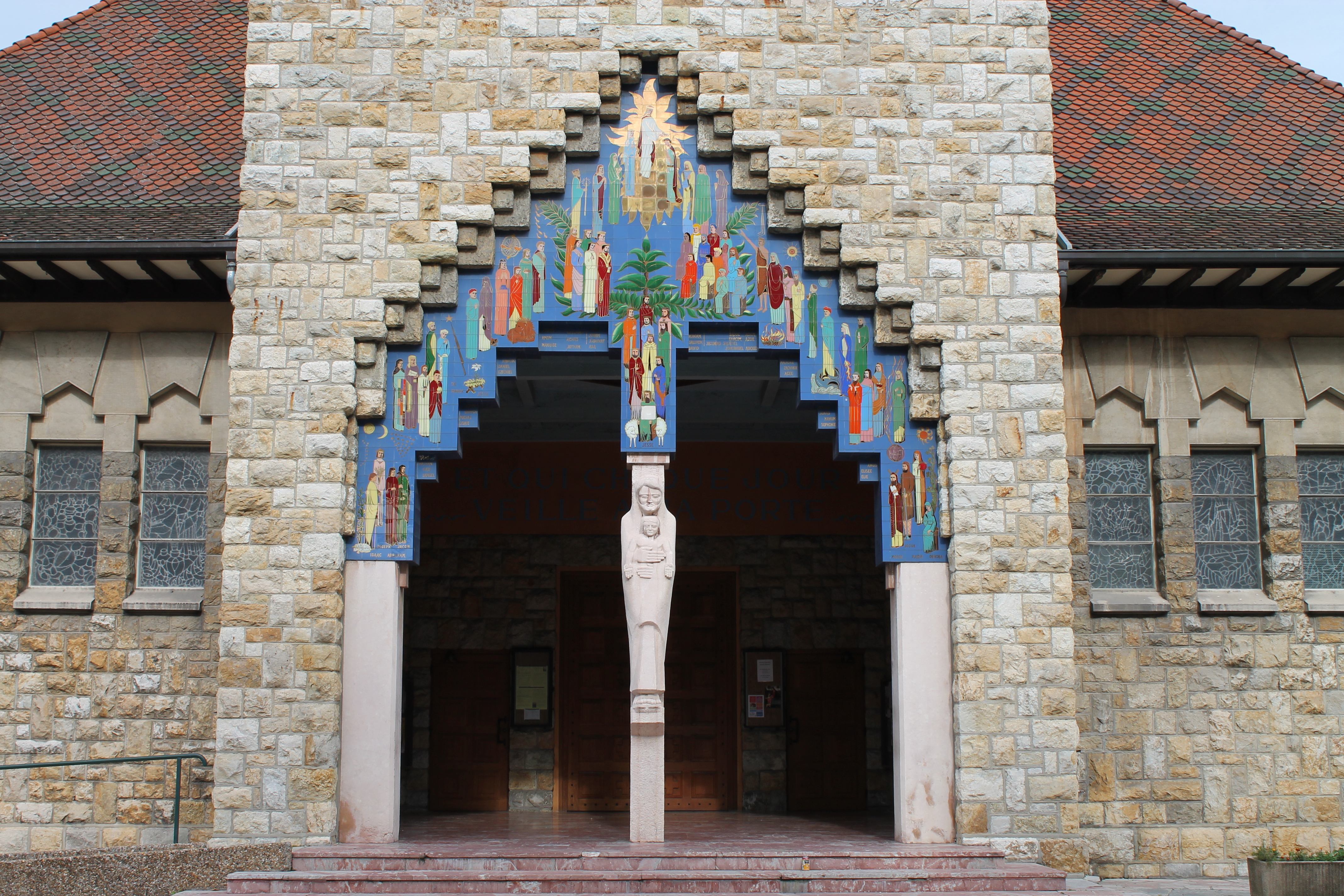
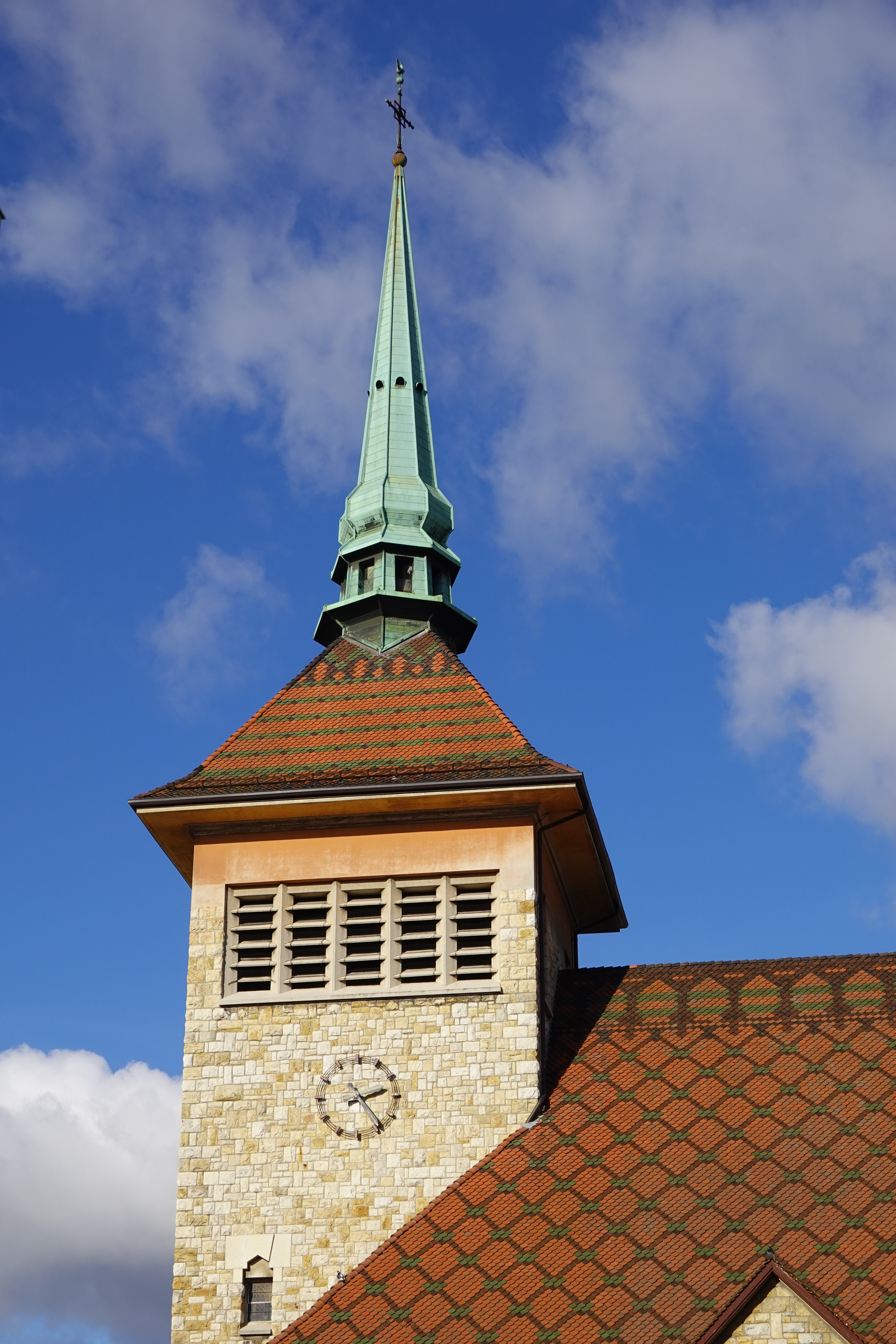
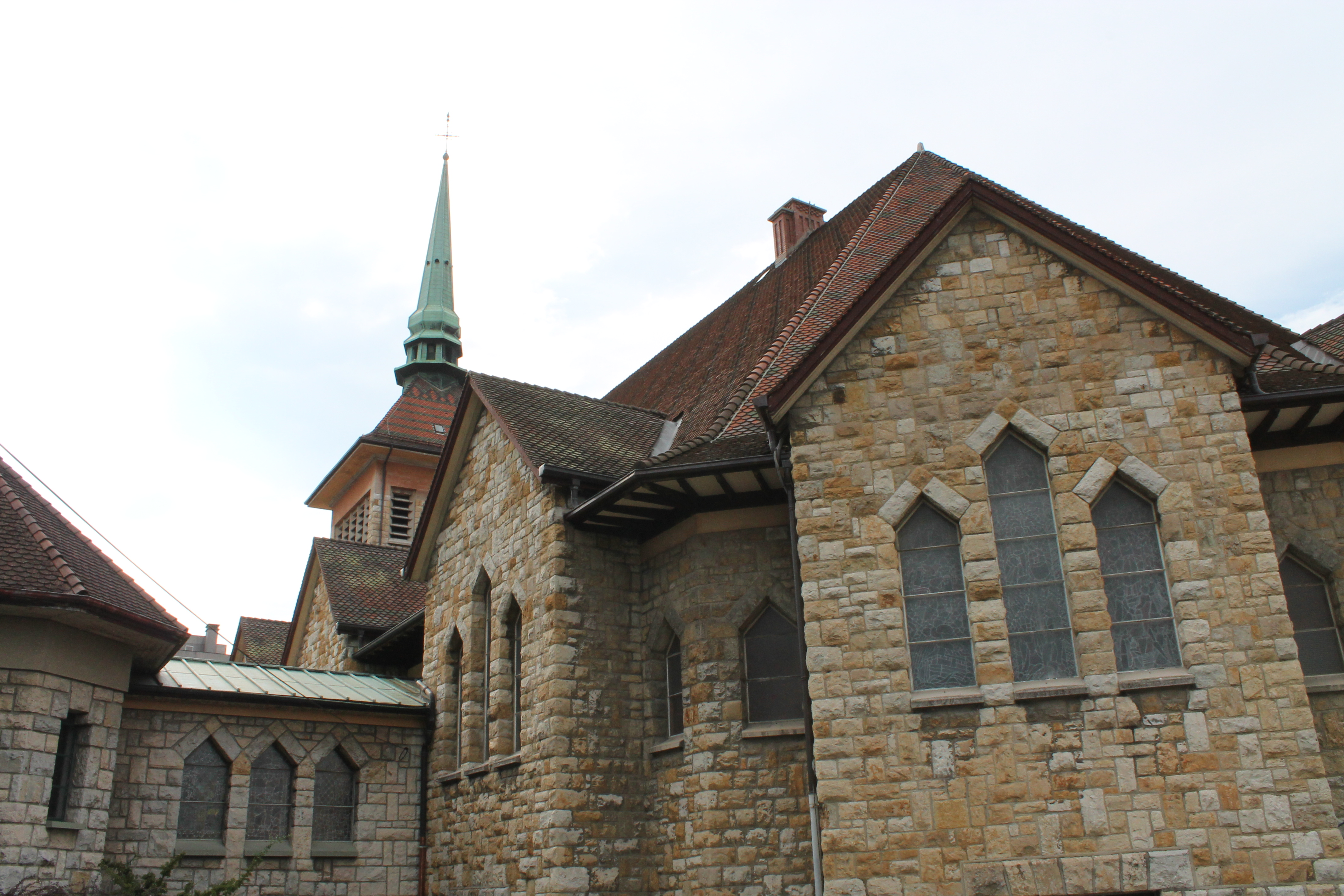
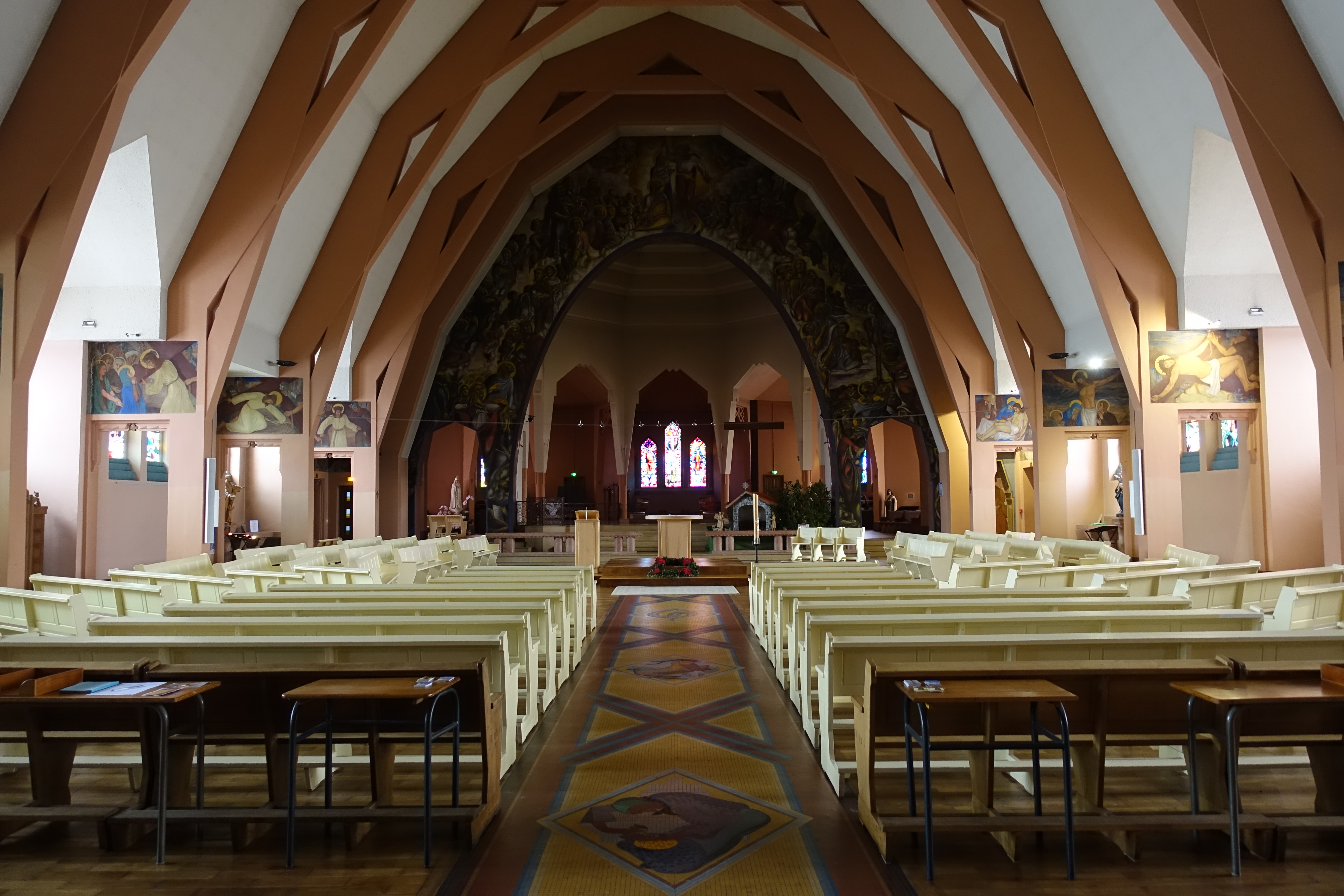
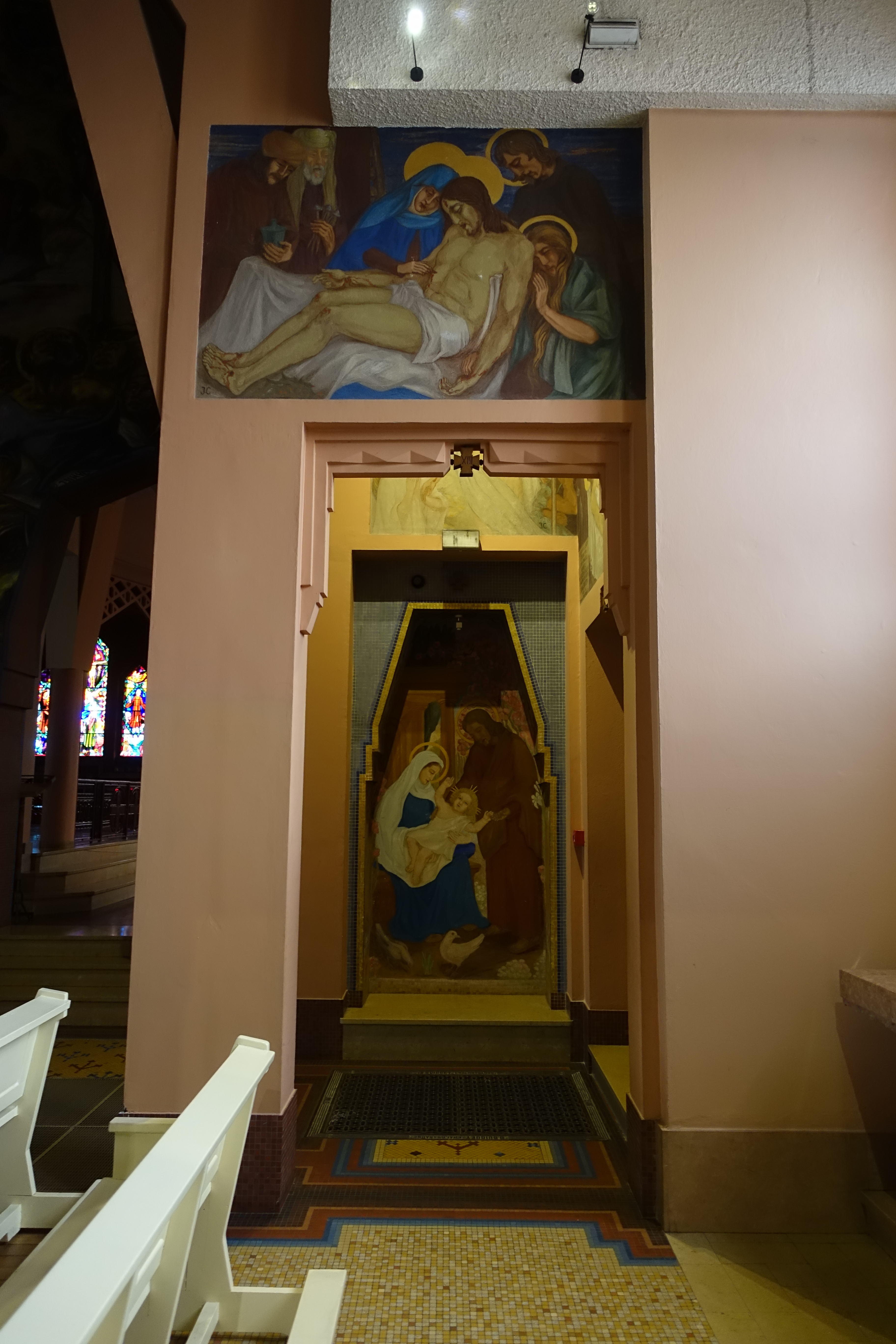
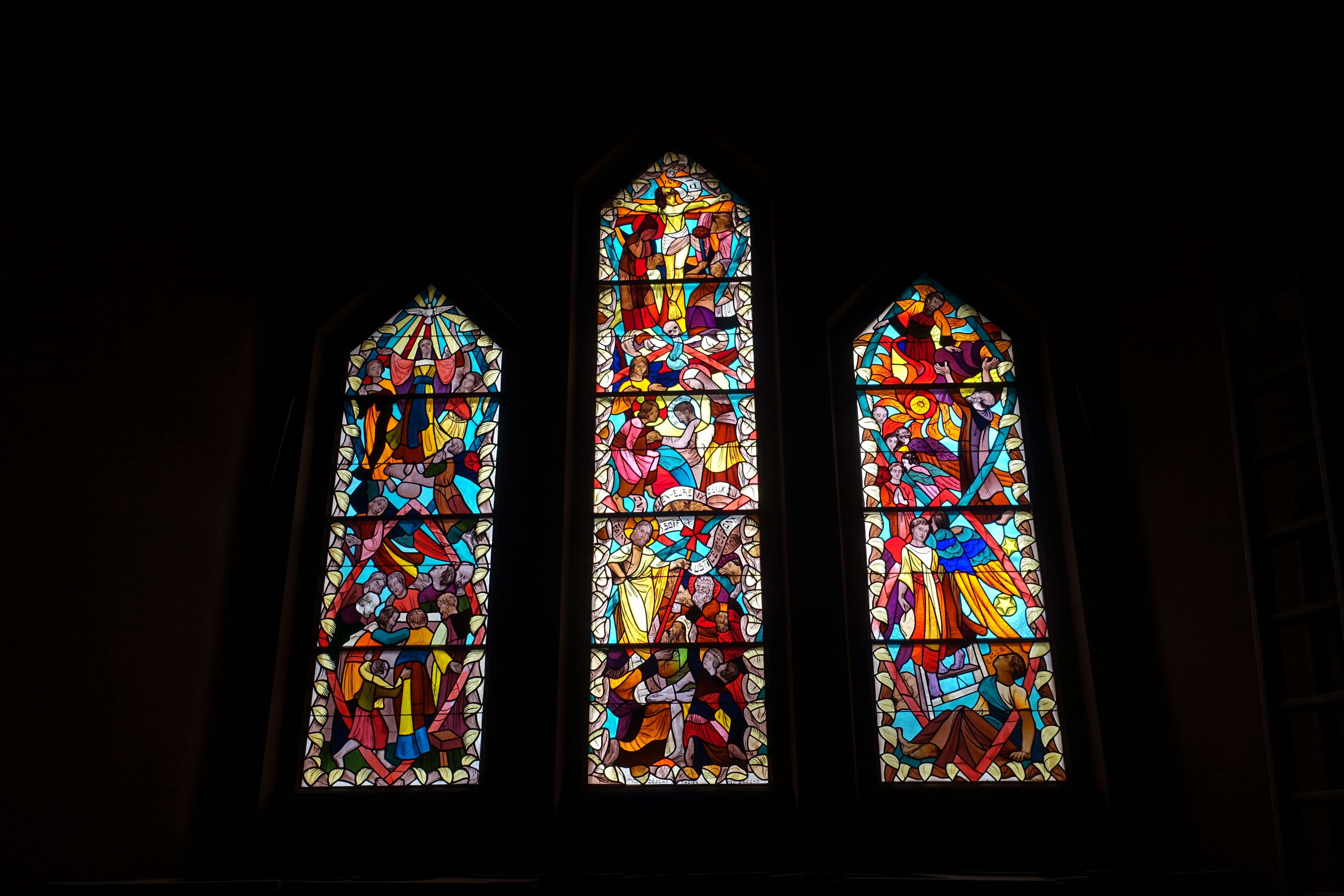
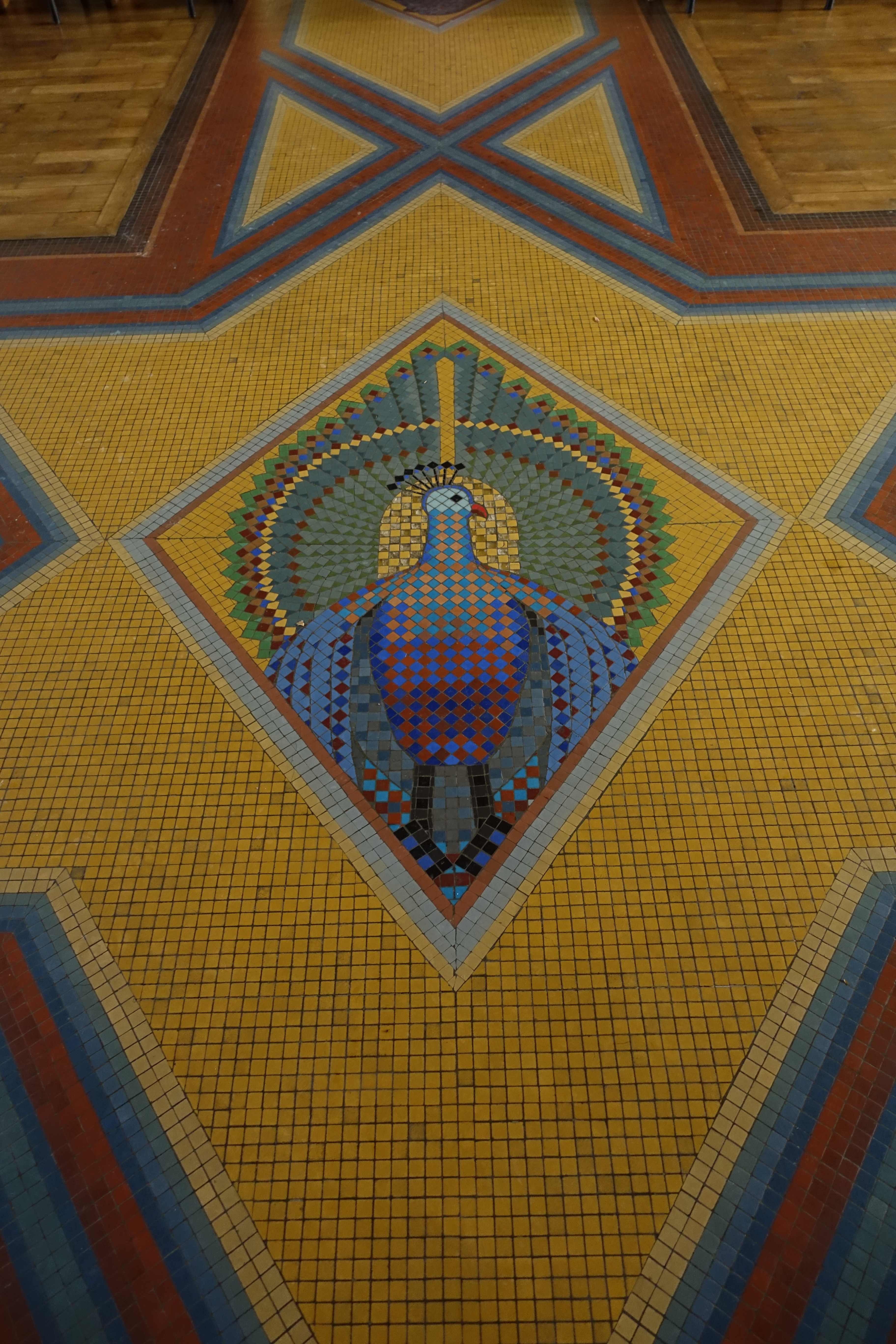
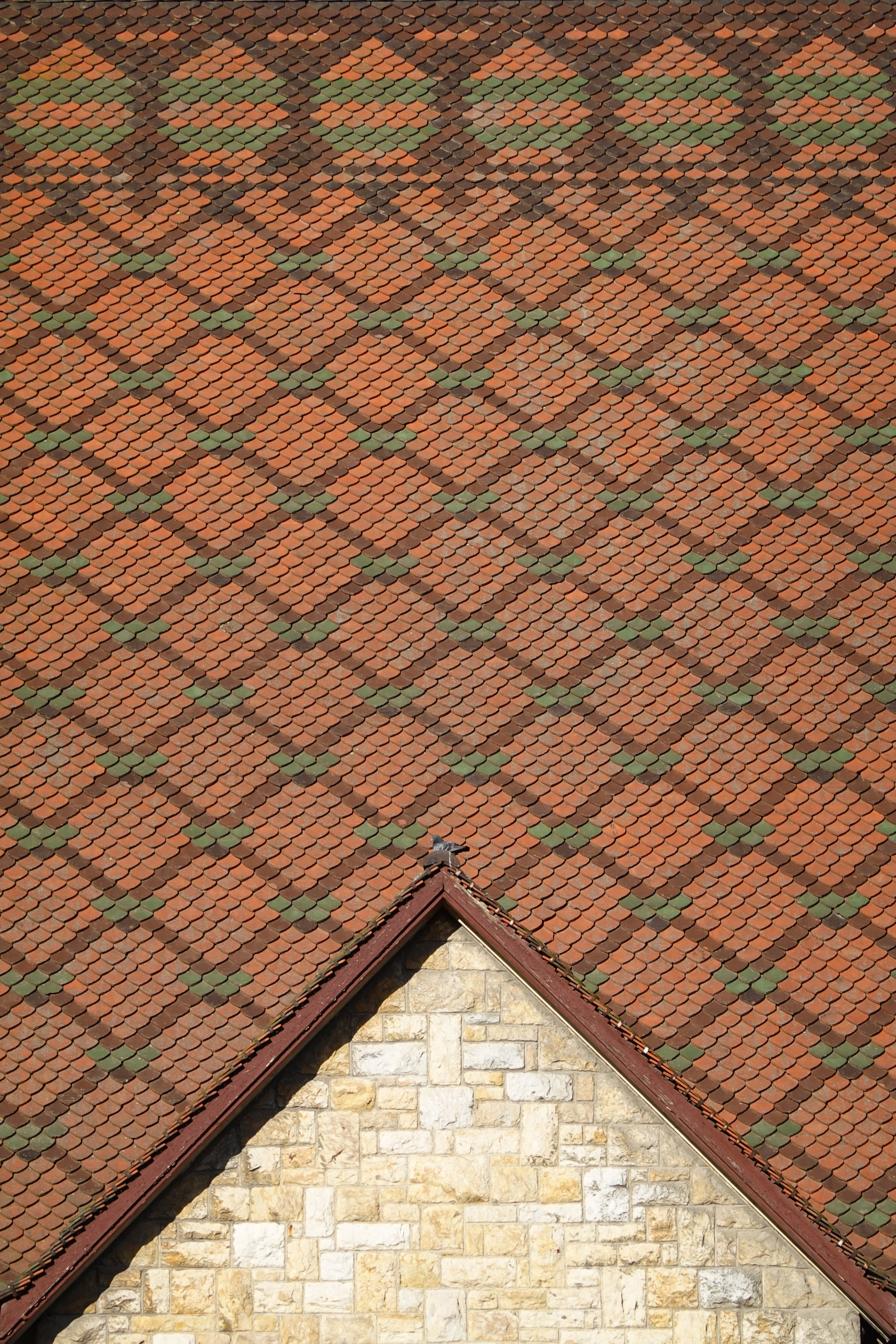
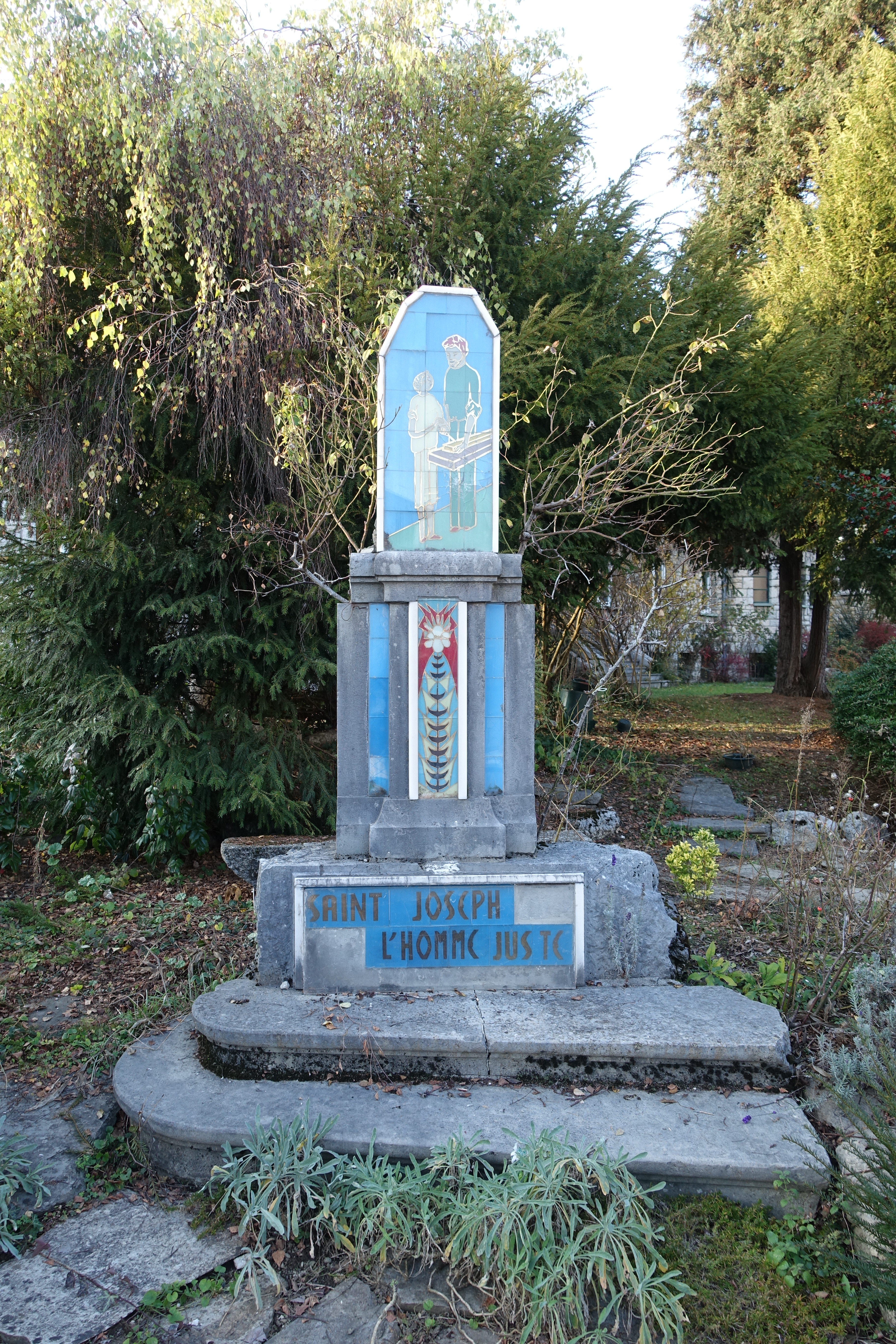